# Gerold Jäggle

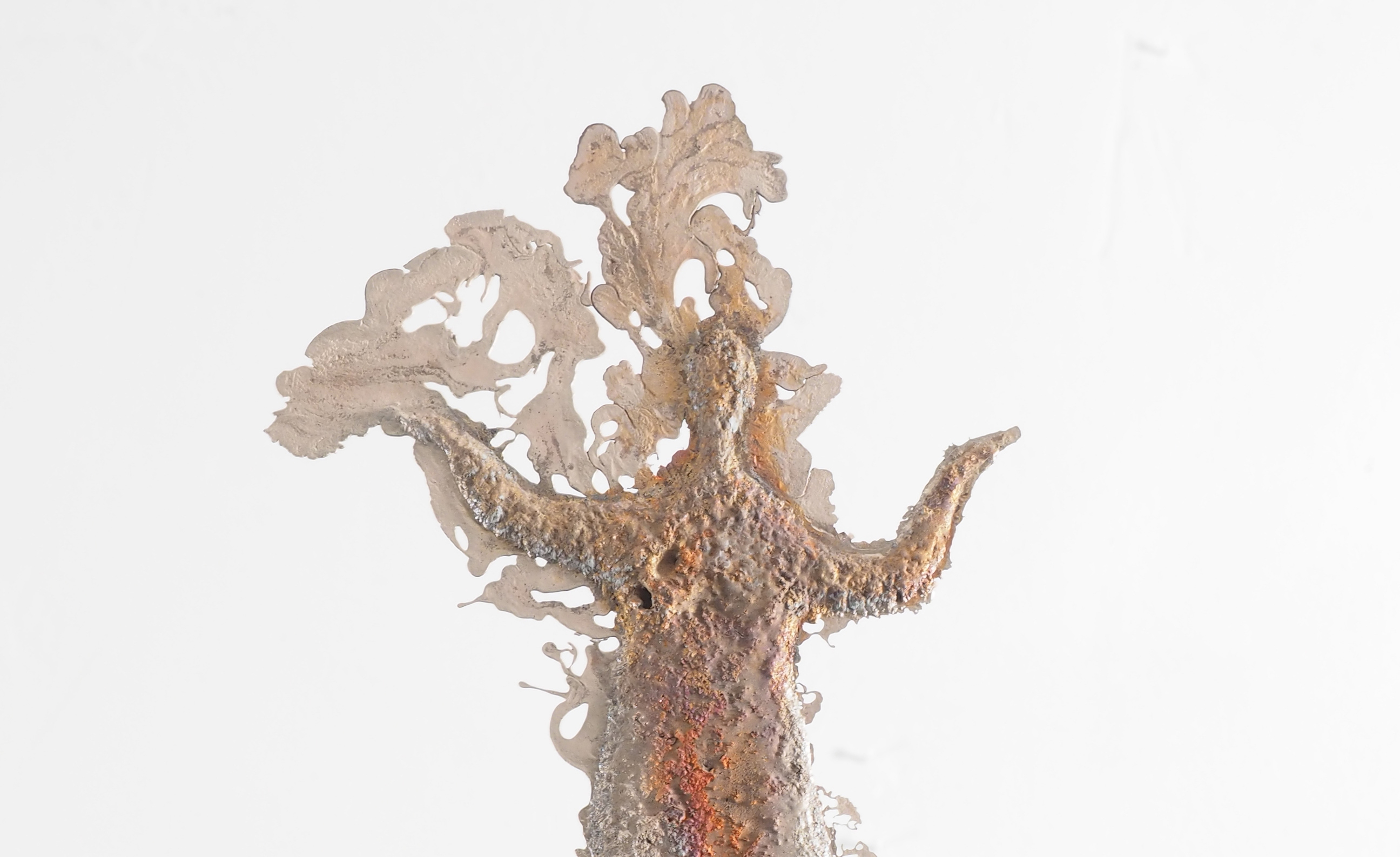
Keltischer Guss 2021–18c

Gerold Jäggle (* 1961 in Ertingen) ist ein deutscher Bildhauer.

## Leben und Werk
Gerold Jäggle studierte von 1982 bis 1987 an der Akademie der Bildenden Künste Stuttgart. Von 1997 bis 1998 war er von der Henry Moore Foundation als Dozent am Royal College of Art in London eingeladen. Im Jahr 2000 nahm Jäggle am Europäischen Bildhauersymposium in Oggelshausen teil.
Gerold Jäggle wohnt und arbeitet in Ertingen und Stuttgart. Das ehemalige Feuerwehrhaus seiner Heimatgemeinde hat er in ein Bildhaueratelier verwandelt. Seit 2021 arbeitet er in einem weiteren Atelier in Paris.
Sein Arbeitsschwerpunkt ist die Skulptur – in einem vergessenen keltischen Gussverfahren entwickelt er unikate Skulpturen von außergewöhnlicher Farbigkeit und Formgebung.  Je nachdem, welches Konzept einer Arbeit zugrunde liegt, verwendet er auch andere Materialien. Bewegung in seinen Arbeiten ist für ihn wichtig, sowie tiefer Humor, stete Neugier und Spieltrieb bestimmen sein Werk.
Seine Arbeiten sind in vielen Sammlungen und Museen zu sehen, unter anderen im Palais Elysée in Paris und im J. Paul Getty Museum in Los Angeles. Der Arbeitsschwerpunkt liegt aber in Süddeutschland zwischen Main und Bodensee, wo er sich an Wettbewerben und Ausstellungen beteiligt. Seit 1993 wird er vertreten durch die Galerie Schrade Schloß Mochental, seit 2002 von der Galerie Andreas Henn in Stuttgart. Für seine "Skulptur LNN" in Dzherzhinsk, Russland, erhielt er im Jahr 2016 in Rom den Europäischen Preis Premio Europe Capo Circeo.
Seit 2017 betreibt er auf YouTube den "Kanal Dialäkt", Schwäbisch für Fortgeschrittene und Daheimgebliebene. Mit über 100.000 Klicks wurde Kanal Dialäkt zu einem regional sehr erfolgreichen Portal für schwäbische Sprache und Lebensart. Hauptdarsteller sind Gerold Jäggle und sein Nachbar Richard Metz. In den späteren Folgen kommen Hugo Breitschmid, Ferdi Sauer, Adolf Wiedergrün und insbesondere Hermann Wax, Autor des Standardwerks "Etymologie der schwäbischen Sprache" zu Wort.

## Werk (Auswahl)
- "Stier mit Mann" (1993) in Herbertingen, BVS
- "Taureau" (2012) in Montrond-les-Bains, Frankreich
- Narrenbrunnen (1997) in Riedlingen an der Donau
- Hans-Liebherr-Brunnen (1998) in Kirchdorf an der Iller
- Schale (2000), Skulpturenweg Bildhauersymposion Oggelshausen in Oggelshausen
- Betzenweiler Würfel (2009), Betzenweiler
- "Skulptur LNN" (2011)  Nischni Nowgorod
- "Portrait Ernst Jünger" (1989)
- "Portrait Martin Walser" (2012)
- "Galerie Schrade, Schloss Mochental: Bildhauerei in Oberschwaben seit 1970" (2014)
- Rotkäppchen, Französische Allee, Hanau (2016)
- "Kunstsphäre Alb" (2019) Städtische Galerie Ehingen
- Widerstandsdenkmal am Baugebiet Rosengarten, Ehingen (Donau) (2019)
- "praguesirens" (2021) Private Gesangschule in Prag.
- "Oberschwaben erhebt sich", Baltringen (2025)